# Z jižních Čech až na konec světa

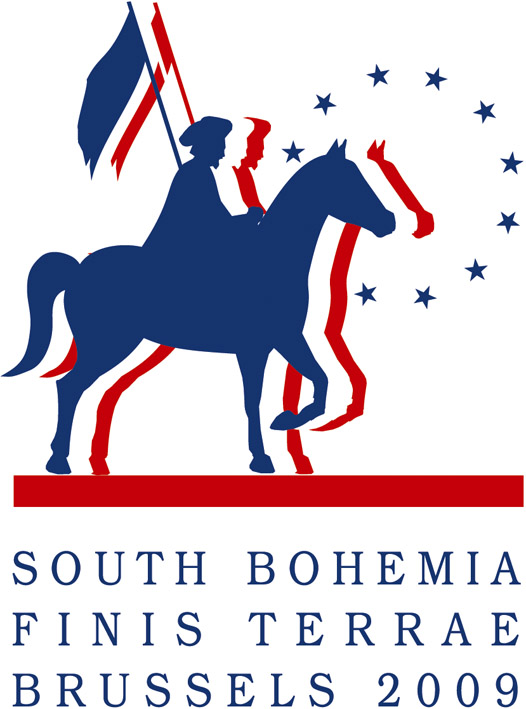
Logo projektu Z jižních ČECH AŽ NA KONEC SVĚTA

Z jižních Čech až na konec světa je název projektu, který v rámci doprovodného programu předsednictví České republiky Radě Evropské unie v roce 2009 připravil Jihočeský kraj ve spolupráci s Evropskou asociací turistických klubů a dalšími partnery.  Archivováno 6. 3. 2016 na Wayback Machine.  [nedostupný zdroj] 
Název projektu volně parafrázoval dílo českého romanopisce Aloise Jiráska Z Čech až na konec světa, ve kterém je zpracován cestopisný deník Václava Šaška z Bířkova. Ten byl jedním z členů v historii ojedinělé výpravy, již v letech 1465 - 1467 vykonalo poselstvo vedené švagrem krále Jiřího z Poděbrad panem Lvem z Rožmitálu a na Blatné.
Podobně jako bylo smyslem tehdejší cesty ukázat světu, že Češi nejsou žádní kacíři ani divoký národ, ale národ civilizovaný, kulturní a toužící po míru, měl i projekt "Z jižních Čech až na konec světa" připomenout symbolickou formou novodobého poselstva společnou historii a kořeny evropské kultury a integrace. 
Jádro výpravy tvořili členové evropských turistických klubů, kteří putování ve stopách svých předchůdců zahájili 29. března 2009 z jihočeského města Blatná. Poselstvo dovršilo svou cestu v červnu 2009 v Bruselu, v návaznosti na slavnostní program k ukončení českého předsednictví. Putování provázela řada zastavení, společenských akcí a pouličních divadelních představení, pořádaných ve městech, která před více než půl tisíciletím navštívila výprava Lva z Rožmitálu a na Blatné. 